# Desa Rancamulya (administrativ by i Indonesien, lat -6,38, long 107,63)
Desa Rancamulya är en administrativ by i Indonesien.   Den ligger i provinsen Jawa Barat, i den västra delen av landet, 90 km öster om huvudstaden Jakarta.